# Jolana
Jolana je ženské křestní jméno slovanského původu. Jedná se pravděpodobně o východoslovanský překlad řeckého jména Helena. Může pocházet i z maďarského slova jó leán ["jolán"] dobrá, správná dívka. V českém občanském kalendáři má svátek 15. září. Další variantou je Jolan.

## Domácké podoby
Jola, Jolanka, Joluška, Jolinka, Jolka, Joly, Jolán, Jolča, Jolan, Joluše, Jolísek

## Statistické údaje
Následující tabulka uvádí četnost jména v ČR a pořadí mezi ženskými jmény ve srovnání dvou roků, pro které jsou dostupné údaje MV ČR – lze z ní tedy vysledovat trend v užívání tohoto jména:
| Rok       | Četnost  | Pořadí   |
| 1999      | 5874     | 105.     |
| 2002      | 5880     | 106.     |
| Porovnání | o 6 více | o 1 hůře |

Změna procentního zastoupení tohoto jména mezi žijícími ženami v ČR (tj. procentní změna se započítáním celkového úbytku žen v ČR za sledované tři roky) je +0,9%.

## Známé nositelky jména
- Bar Jolán – aragonská královna
- Jolán Babus – maďarská etnografka a učitelka
- Jolán Balázs – maďarská atletka
- Jolán Földes – maďarská autorka
- Jolán Gross-Bettelheim – maďarská grafička
- Jolan Chang – činsko-kanadská sexuoložka a taoistická filosofka
- Jolán Kleiberová-Kontseková – maďarská atletka
- Jolana Matějková – česká dokumentaristka
- Jolana Poláková – česká filosofka
- Jolán Simon – maďarská herečka
- Jolana Smyčková – česká herečka a zpěvačka
- Jolana Voldánová – česká televizní moderátorka